# Maria Anna Amalie von Hessen-Homburg

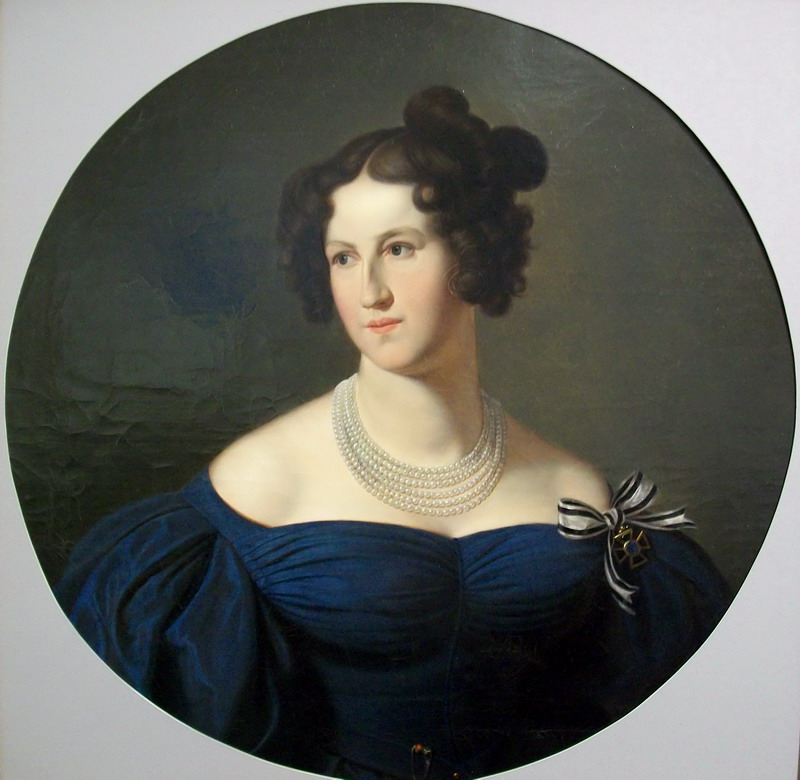
Marie Anna von Preußen, nach einem Ölgemälde von Wilhelm Schadow, um 1820

Prinzessin Marianne von Preußen, auch Prinzessin Wilhelm, eigentlich Marie Anne Amalie, geb. Prinzessin von Hessen-Homburg (* 13. Oktober 1785 in Homburg vor der Höhe; † 14. April 1846 in Berlin) war als Schwägerin des Königspaars Friedrich Wilhelm III. und Luise ein enges Mitglied der preußischen Königsfamilie.

## Leben
Prinzessin Marianne von Preußen wurde 1785 als Marie Anne Amalie Landgräfin von Hessen-Homburg geboren. Sie war das zwölfte Kind (und die sechste Tochter) von Landgraf Friedrich V. und seiner Frau Karoline von Hessen-Darmstadt, einer Tochter des Landgrafen Ludwig IX. von Hessen-Darmstadt und der Henriette Karoline von Pfalz-Zweibrücken, der großen Landgräfin.
Im Jahr 1804 heiratete sie Prinz Wilhelm von Preußen, den jüngsten Bruder König Friedrich Wilhelms III.
Der Ehe entsprangen die Kinder Amalie (1805–1806) und Irene (3.–5. November 1806), die beide auf der Flucht der Königsfamilie nach Ostpreußen starben, die Zwillinge Adalbert (1811–1873) und Thassilo (1811–1813), Waldemar (1817–1849), Elisabeth (1815–1885), seit 1836 Ehefrau des Prinzen Karl von Hessen-Darmstadt, Mutter des Großherzogs Ludwig IV., und Marie (1825–1889) spätere Ehefrau des Königs Maximilian II. von Bayern.
Nach dem Tod der Königin Luise übernahm Prinzessin Marianne am preußischen Hof die Rolle der „First Lady“. Den Kindern Luises, darunter der spätere König Friedrich Wilhelm IV. und Kaiser Wilhelm I., wurde sie zur Ersatzmutter. Am Vorabend der Befreiungskriege gehörte Marianne der „Kriegspartei“ gegen Napoleon an. Im März 1813 erließ sie den berühmten „Aufruf der königlichen Prinzessinnen an die Frauen im preußischen Staate“ und gründete den „Vaterländischen Frauenverein“. Dadurch wurde sie weit über Berlin hinaus bekannt. Politische Reformer wie Freiherr vom Stein, von Hardenberg und die Brüder Humboldt gehörten zu ihren Korrespondenzpartnern. Mit dem Dichter Friedrich de la Motte Fouqué war sie befreundet. Ihr soziales Engagement war bekannt. Sie stand von 1814 bis 1846 dem Kapitel des Louisenordens vor und kümmerte sich auch um Berliner Gefängnisinsassen.
Die Sommer der Jahre 1816–1822 verbrachte Prinzessin Marianne mit den Kindern der königlichen Familie, die sie „Minnetrost“ nannten, auf Schloss Schönhausen bei  Berlin.
1822 verliebte sie sich in den gleichaltrigen Grafen Anton zu Stolberg-Wernigerode, einen Freund ihres Ehemannes, wie aus ihrem erst 2006 veröffentlichten Tagebuch hervorgeht.
Im Jahre 1845 besuchte Marianne zum letzten Mal ihre Geburtsstadt Homburg. Sie starb am 14. April 1846 an einem „rheumatisch-nervösen“ Fieber in Berlin, ein halbes Jahr nach der Geburt ihres Enkels, des späteren bayerischen Königs  Ludwig II.
Nach Prinzessin Marianne sind in Berlin-Kreuzberg die Mariannenstraße und der Mariannenplatz und in Berlin-Lichterfelde eine Straße benannt. Ebenso gibt es in Bad Homburg einen Mariannenweg.